# Цхмориси
Цхмориси (груз. ცხმორისი) — село в Кедском муниципалитете Грузии.

## География
Село находится на левом берегу реки Аджарисцкали, на расстоянии в 13 километрах от посёлка городского типа Кеда, административного центра муниципалитета. Абсолютная высота — 501 метр над уровнем моря.

## Население
По данным переписи населения 2014 года, в селе проживает 600 человек.
| Год  | Население | Мужчины | Женщины |
| ---- | --------- | ------- | ------- |
| 1911 | 505       |         |         |
| 2002 | ↗877      | 426     | 451     |
| 2014 | ↘600      | 286     | 314     |